# Payrabrug
De Payrabrug is een oeververbinding voor gemotoriseerd verkeer over de rivier de Burishwar. Het is een belangrijke noordzuid-verbinding binnen Bangladesh en zorgt voor een betere bereikbaarheid van de haven Payra. Ook kan men nu naar het strand Kuakata rijden zonder de veerboot te hoeven nemen op deze plek.  

## Geschiedenis
Een student uit Patuakhali schreef een brief aan premier Sheikh Hasina, met het verzoek een brug te bouwen over de rivier. Nadat zij de brief gelezen had, verzekerde Hasina de brug te zullen bouwen. In 2012 stelde het Roads and Highways Department een plan vast voor de constructie van de Payrabrug. De geschatte kosten werden destijds op 4,58 miljard teka geraamd. De brug werd gefinancierd door het Koeweit Fonds voor Arabische Economische Ontwikkeling.
Op 13 maart 2013 legde Sheikh Hassina de eerste steen voor de brug. Twee jaar later waren de kosten voor het project verdubbeld door ontwerpaanpassingen. De bouw van het project werd in juli 2014 gegund aan het Chinese Longjian Road and Bridge Company. Er trad in 2018 nog vertraging op tijdens de bouw door een ontwerpfout.  Vervolgens werd na enkele wijzigingen in het ontwerp  het definitieve budget in 2019 vastgesteld op 14,46 miljard teka. Het gereedkomen van de brug, waarvan beide rijbanen uit twee rijstroken bestaan was voorzien voor juni 2020. De COVID-19-pandemie zorgde echter nog voor vertraging, waardoor de geplande voltooiing vooruit werd geschoven naar juni 2022. De brug werd geïnaugureerd op 28 oktober 2021.

## Kenmerken
De Payrabrug is een kokerbrug met tuien. Er staan twee pilaren aan de oevers van de Burishwar en een ongeveer in het midden van de rivier. De lengte bedraagt 1480 meter en de vrije ruimte voor de scheepvaart bedraagt 18,3 meter .
Het is een van de eerste Bangalese bruggen met een brugmonitoringsysteem, dat inzicht geeft in de staat van het kunstwerk.

## Afbeeldingen

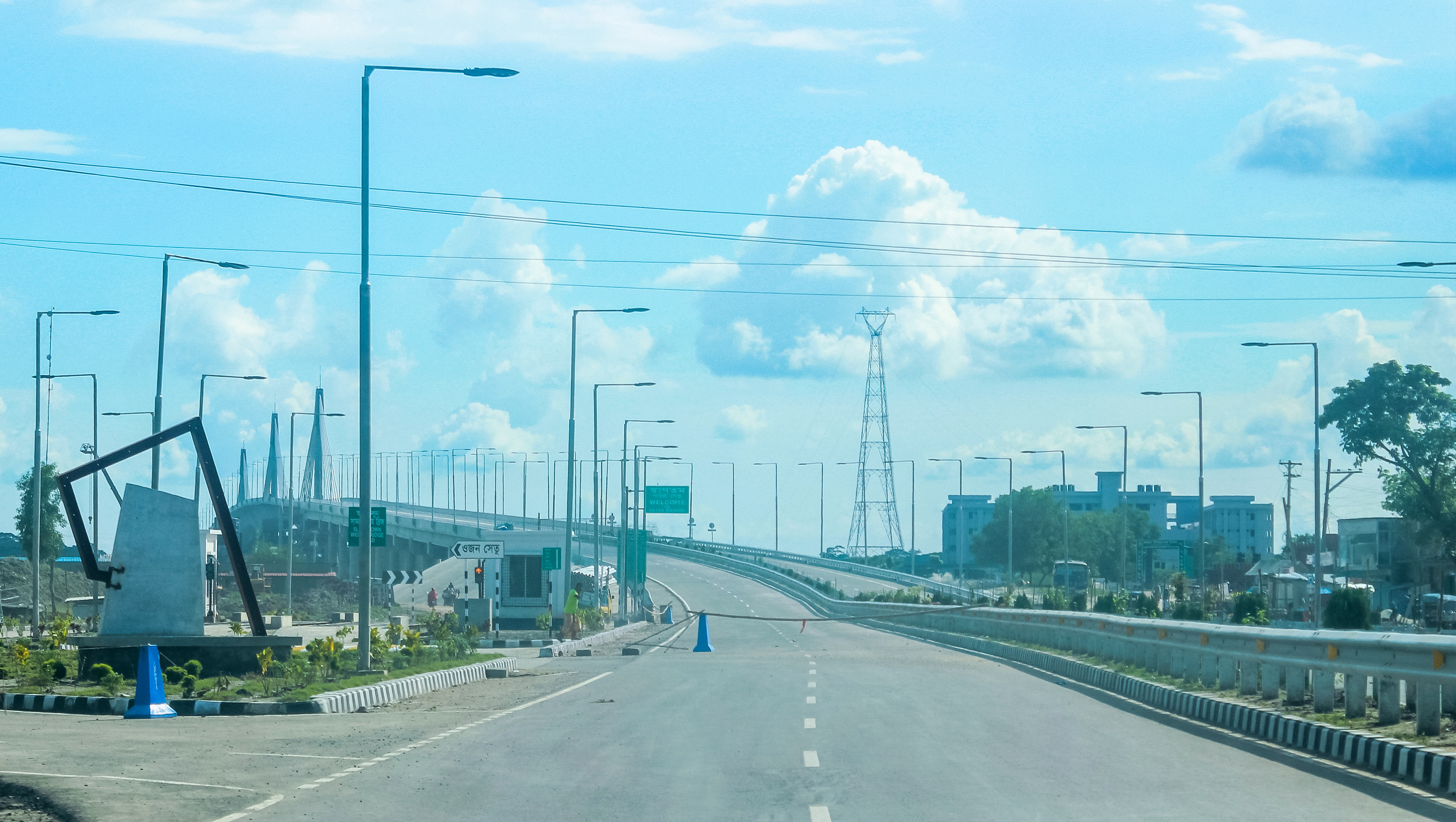
Zicht op de brug vanuit noordelijke richting
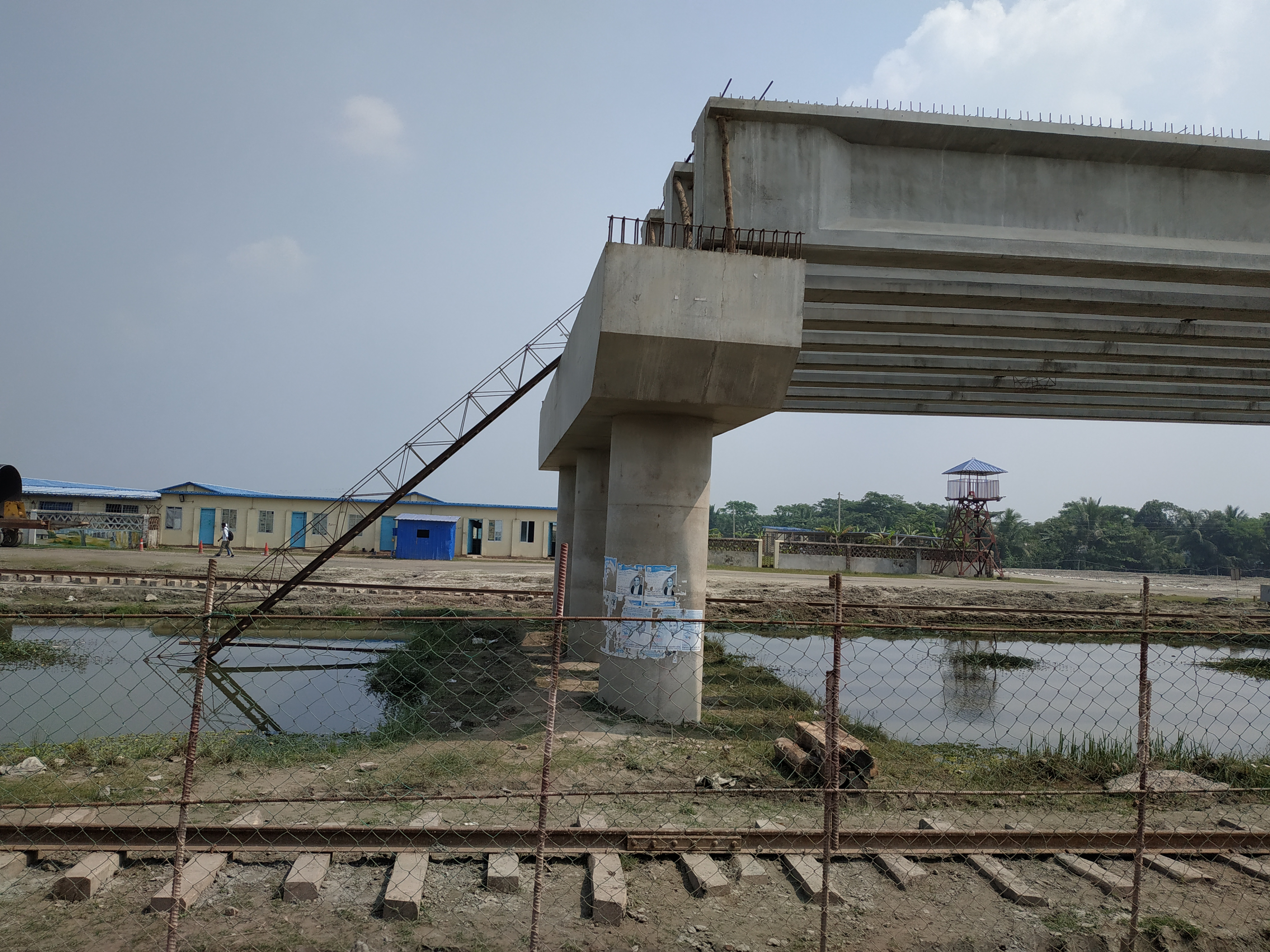
Aanbouw